# Niterói (corveta)
Niterói ou Nichteroy foi uma corveta operada pela Armada Imperial Brasileira e terceira embarcação a receber este nome, em referência à antiga capital do estado do Rio de Janeiro. Construída no Arsenal de Marinha do Rio de Janeiro, seguiu o projeto desenvolvido pelo engenheiro Napoleão Level. Sua construção teve início em 4 de maio de 1857, mas foi concluída apenas anos depois devido a diversas interrupções. O lançamento ao mar ocorreu em 8 de abril de 1862, e o navio foi oficialmente incorporado à frota em 6 de abril de 1863.

## Características
Niterói possuía um deslocamento de 1 819 toneladas, 58,38 metros de comprimento, 12,19 metros de boca, 6,60 metros de pontal e 5,36 metros de calado. Sua propulsão era provida por máquinas alternativas a vapor, que geravam uma potência de 200 hp, permitindo uma velocidade máxima de 7 nós. O armamento do navio incluía 14 canhões de 68 calibres e 2 rodízios.

## História
Em 1863, realizou sua primeira viagem de experiência e ficou marcada pelo resgate do marinheiro João Manuel, que caiu ao mar. O mestre Antônio Joaquim Ribeiro, responsável pelo salvamento, foi condecorado pelo Imperador Pedro II do Brasil com a Medalha Humanitária de 1.ª Classe por sua coragem. No ano seguinte, em 1864, a corveta transportou o almirante Marquês de Tamandaré até o Rio da Prata, onde ele assumiu o comando das forças navais brasileiras para apoiar negociações diplomáticas no Uruguai.
Durante 1865, Niterói participou do ataque à cidade de Paysandu, enquanto em 1866 esteve envolvida no resgate dos tripulantes das galeras francesas Napoleon III e Marie Élise, naufragadas após uma forte tempestade no porto de Buenos Aires. Em 1867, transportou os almirantes Tamandaré e Barroso de volta ao Rio de Janeiro e participou da cerimônia de abertura do rio Amazonas à navegação internacional. No ano seguinte, em 1868, uma de suas embarcações esteve envolvida em ações militares na lagoa Verá. A partir de 1870, a corveta passou a ser empregada em missões de treinamento para Guardas-Marinha. Nessas viagens de instrução, percorreu portos na África, Europa e Oriente Médio, sob o comando de oficiais como Artur Silveira da Mota, que mais tarde seria conhecido como Barão de Jaceguai, e José da Costa Azevedo, futuro Barão de Ladário. Foi descomissionado em 1891, porém ainda existia quando da Revolta da Armada, em 1893, ocasião em que fora encalhado próximo à Gamboa, Rio de Janeiro.